# Anéis de Netuno

Esquema dos anéis de Netuno. As linhas contínuas indicam os anéis, as descontínuas órbitas de satélites.

Os anéis de Netuno são um sistema de anéis planetários muito tênues e fracos, compostos principalmente de poeira e descobertos em 1989 pela sonda espacial Voyager 2, que pertencem a esse planeta. Guardam mais semelhança com os anéis de Júpiter que com os mais complexos de Saturno ou Urano.
O sistema consta de cinco anéis que recebem o nome dos astrônomos mais relevantes na pesquisa de Netuno. Do mais interior ao mais exterior são: Galle, Le Verrier, Lassell, Arago e Adams. Além disso, há um anel coincidente com a órbita do satélite Galateia. Outros mais três satélites, Náiade, Talassa e Despina, orbitam entre os anéis fazendo a função de satélites pastores.
O material dos anéis é enormemente obscuro, tratando-se provavelmente de compostos orgânicos produzidos pela radiação da magnetosfera do planeta de maneira similar ao achado nos anéis de Urano. A proporção de poeira nos anéis é alta, entre 20 e 70% , enquanto a profundidade óptica é baixa, menos de 0,1.
O anel Adams inclui pela sua vez cinco arcos mais brilhantes que o resto do anel denominados  Fraternité, Égalité 1 e 2, Liberté, e Courage. Cada arco ocupa uma pequena longitude orbital do total do anel. A estabilidade dos arcos é em discussão, tendo sido detectado em 2005 um considerável enfraquecimento do arco Liberté. É provável que a estabilidade do anel Adams esteja relacionada ao satélite Galateia.

## Observações e descoberta

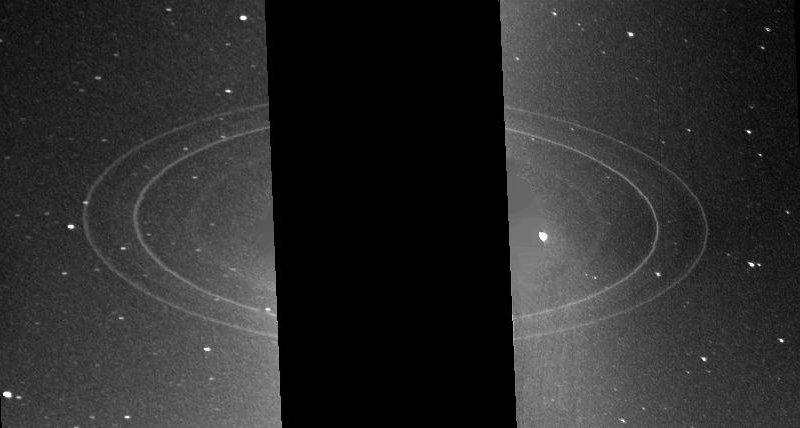
Imagem do sistema de anéis de Netuno obtida pela Voyager 2.

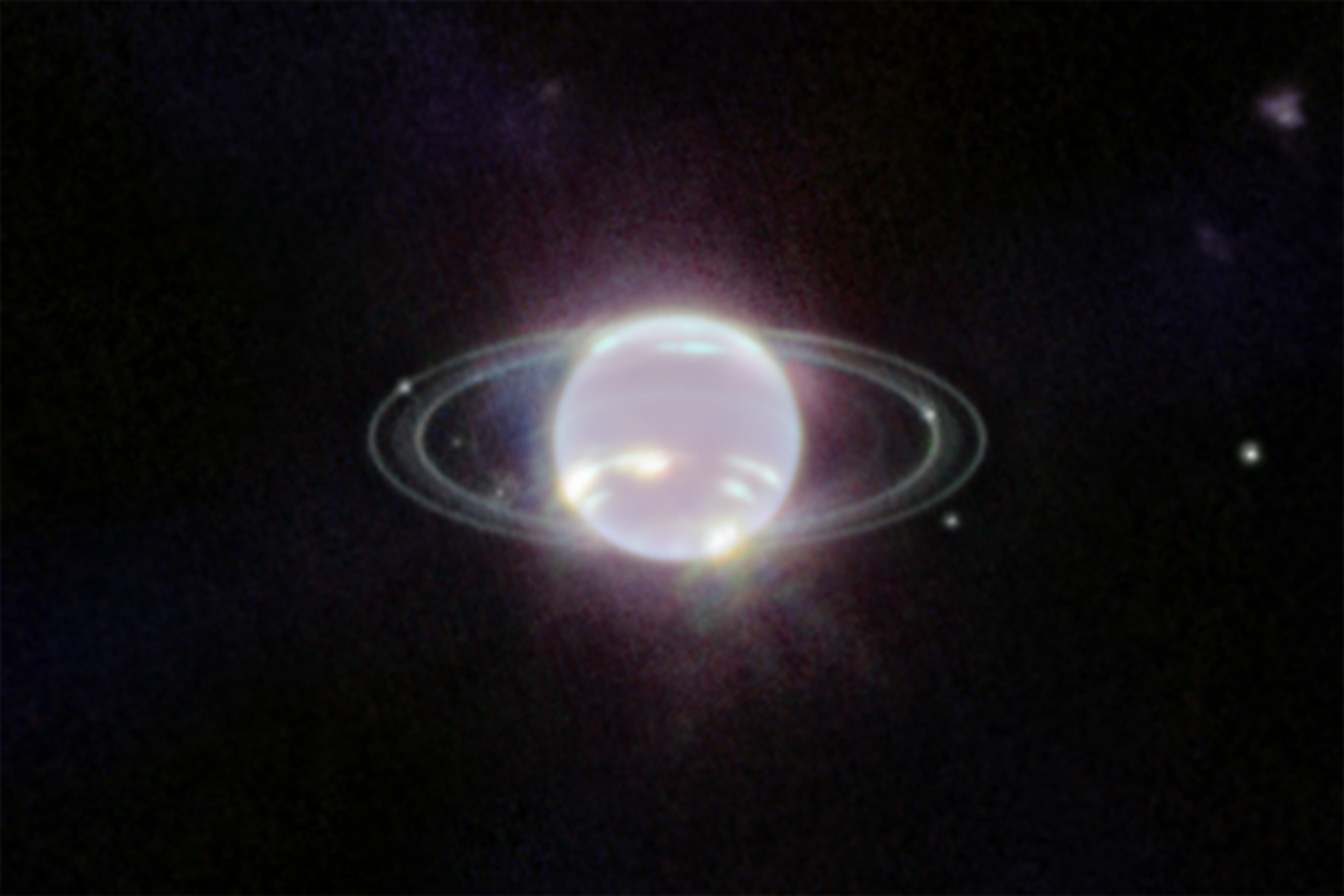
Imagem dos anéis de Netuno pelo instrumento NIRCam no Telescópio Espacial James Webb

A primeira menção de anéis ao redor de Netuno data de 1846 quando William Lassell, descobridor do maior satélite de Netuno,  Tritão, informou da presença de um anel ao redor do planeta. No entanto, a sua observação nunca foi confirmada e foi provavelmente devida a uma ilusão de óptica. A primeira detecção confiável de um anel foi feita em decorrência de uma ocultação planetária em 1968, embora o resultado não fosse publicado até 1977, quando foram descobertos os anéis de Urano.
Imediatamente depois começou a procura sistemática de anéis em redor de Netuno. Em  24 de maio de 1981 detectou-se, durante outra ocultação estelar, um pestanejo no brilho da estrela ocultada. O jeito em que ocorreu este pestanejo não deu pé a pensar num anel como o seu responsável. Depois do sobrevoo da Voyager 2 encontrou-se que foi o pequeno satélite Larissa o que ocultou a estrela, um fenômeno extremamente incomum.
Na década de 1980 as ocultações de estrelas por parte de Netuno foram muito menos frequentes que as de Urano, que ocupava uma posição próxima à Via Láctea, e deslocava-se através de um campo de estrelas mais denso. A seguinte ocultação de importância ocorreu em  12 de setembro de 1983, resultou numa possível detecção de um anel, embora as observações não fossem concludentes. Durante os seguintes seis anos foram observadas cerca de 50 ocultações, das quais unicamente um terço forneceram resultados positivos. Foi constatado que algo, provavelmente arcos de material, orbitava em redor de Netuno, mas as características do sistema de anéis continuaram sendo desconhecidas.
A sonda espacial Voyager 2 confirmou definitivamente a existência dos anéis de Netuno durante o seu sobrevoo do planeta em 1989. Também se comprovou que as ocultações ocasionais observadas anteriormente foram causadas pelo anel Adams. Posteriormente ao voo da Voyager 2, as observações realizadas anteriormente foram analisadas novamente, obtendo-se as características dos anéis tal e qual foram no início da década de 1980, e encontrando-se que coincidiam quase perfeitamente com as obtidas pela Voyager. Os anéis foram observados em diferentes disposições com referência ao sol, obtendo imagens com diferentes ângulos de iluminação, de frente, por atrás e lateralmente. A análise das imagens nestas condições permitiu conhecer a derivada da função de fase, que dá a dependência da refletividade do anel em função do ângulo entre o observador e o sol, e os albedos geométrico e de Bond. Assim mesmo, a análise das imagens permitiu descobrir seis novos satélites interiores de Netuno, incluindo a Galateia.
Recentemente os anéis mais brilhantes, Adams e Le Verrier, foram fotografados pelo Telescópio espacial Hubble e outros telescópios na superfície terrestre graças aos avanços e melhoras dos mesmos, nas faixas ultravioleta e luz visível durante ocultações estelares. São visíveis ligeiramente acima do nível do ruído de fundo no comprimento de onda de absorção do metano, faixa na que o resplendor de Netuno é menos notório. Os anéis mais fracos estão ainda por baixo do limiar de detecção. Em 2022 os anéis foram observados pelo Telescópio Espacial James Webb, que detectou os anéis mais fracos pela primeira vez desde o sobrevoo da Voyager 2.

## Descrição
O sistema de anéis de Netuno consta de cinco anéis, chamados, em ordem do mais próximo do planeta para o exterior: Galle, em honra de Johann Gottfried Galle; Le Verrier, dedicado a Urbain Le Verrier, que predisse a posição de Netuno em função das alterações que mostrava a órbita de Urano; Lassell, por William Lassell, astrônomo que descobriu Tritão, o principal satélite de Netuno; Arago, de François Arago, astrônomo, matemático e físico francês, e Adams, em honra de John Couch Adams, que também predisse a posição de Netuno independentemente de Le Verrier.

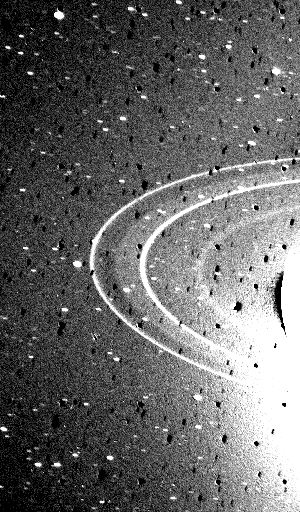
Imagem tomada com uma superexposição de 591 segundos para ressaltar os anéis mais fracos.

Além destes anéis definidos, existe uma lâmina de material extremamente tênue que se estende do anel Le Verrier até o Galle, e provavelmente mais para Netuno.
Três dos anéis, Le Verrier, Arago e Adams, são estreitos, com larguras de 100 km ou menos. Por outro lado, Galle e Lassell apresentam larguras dentre 2 000 e 5 000 km. O anel Adams contém, assim mesmo, cinco arcos brilhantes denominados Fraternité, Egalité 1 e 2, Liberté e Courage. Esta nomenclatura foi sugerida pelos descobridores destes arcos nas ocultações estelares de 1984 e 1985.
Quatro satélites orbitam dentro deste sistema de anéis: Náiade e Talassa o fazem no espaço entre os anéis Galle e Le Verrier, Despina justo na beira interior de Le Verrier e Galateia ligeiramente no interior do Adams. De fato, Galateia fica dentro de um anel muito estreito e fraco, carente de denominação.
Os anéis de Netuno são compostos de poeira micrométrica com uma proporção de ente 20%  e 70%  por unidade de área; uma densidade similar aos anéis de Júpiter, nos quais a percentagem de poeira é de 50%  a 100% , e muito diferente dos de Urano ou Saturno, que contêm muito escassa poeira, com menos do 0,1%.
As partículas dos anéis são de um material muito obscuro, provavelmente uma mistura de gelo com compostos orgânicos produzidos pela radiação eletromagnética do planeta. Apresentam uma cor avermelhada e os seus albedos, tanto o geométrico, com um valor de 0,05, quanto o albedo de Bond, dentre 0,01 e 0,02, são muito baixos e similares aos das partículas de poeira dos anéis de Urano e dos satélites interiores de Netuno. Os anéis são opticamente "finos" e transparentes, e a sua profundidade óptica não excede de 0,1. Em conjunto, os anéis de Netuno são semelhantes aos de Júpiter. Ambos os sistemas consistem em anéis muito estreitos, fracos e empoeirados, junto a anéis mais largos, ainda que mais fracos que os anteriores.
Acredita-se que os anéis de Netuno, assim como os de Urano, são relativamente novos. É provável que a sua idade seja significativamente menor que a do Sistema Solar. De igual jeito, ambos foram originados provavelmente pela fragmentação e posterior colisão dos restos de um ou de vários satélites interiores de Netuno. Estes fragmentos agem como fontes de poeira e material dos anéis. A este respeito, os anéis de Netuno são similares às faixas de poeira observadas pela Voyager 2 entre os anéis principais de Urano.

### Anéis interiores
O anel mais próximo a Netuno é o anel Galle. Fica entre 41 000 e 43 000 km da superfície do planeta e tem uma largura de aproximadamente 2000 km. É um anel fraco, com uma profundidade óptica média de cerca de 10−4, e uma profundidade equivalente de 0,15 km. Estima-se que a percentagem de poeira no anel é de 40%  a 70% .
O seguinte anel é  "Le Verrier": o seu raio orbital é de cerca de 53 200 km, mas é estreito, com cerca de 113 km de largura. A sua profundidade óptica normal é 0,0062 ± 0,0015, que corresponde com uma profundidade equivalente de 0,7 ± 0,2 km. A porcentagem de poeira deste anel também está entre 40%  e 70% . O satélite Despina orbita no seu interior, a uma distância do planeta de 52 526 km, e é provável que seja um satélite pastor, mantendo a estabilidade do anel.
O anel Lassell, também conhecido como plateau ou "planície", é o mais largo dos anéis netunianos. É uma fina lâmina de material que ocupa o espaço entre o anel Le Verrier, aproximadamente a 53 200 km, e o anel Arago, a 57 200 km. A sua profundidade óptica normal média é de 10−4, que se corresponde com uma profundidade equivalente de 0,4 km. Neste anel a fração de poeira é de 20%  a 40% .
Perto da beira exterior do anel localiza-se uma zona na que ocorre um pequeno aumento do brilho do anel, a cerca de 57 200 km de Netuno e de menos de 100 km de largo. Esta faixa foi chamada de anel Arago, embora não haja unanimidade entre os astrônomos a este respeito.

### Anel Adams
O anel Adams é o mais externo, bem como o mais famoso e estudado. Tem um raio orbital de 63 930 km. É estreito, com aproximadamente 35 km, ligeiramente excêntrico e inclinado. A sua profundidade óptica é de 0,011 ± 0,003, excetuando os arcos, que correspondem com uma profundidade equivalente de 0,4 km,

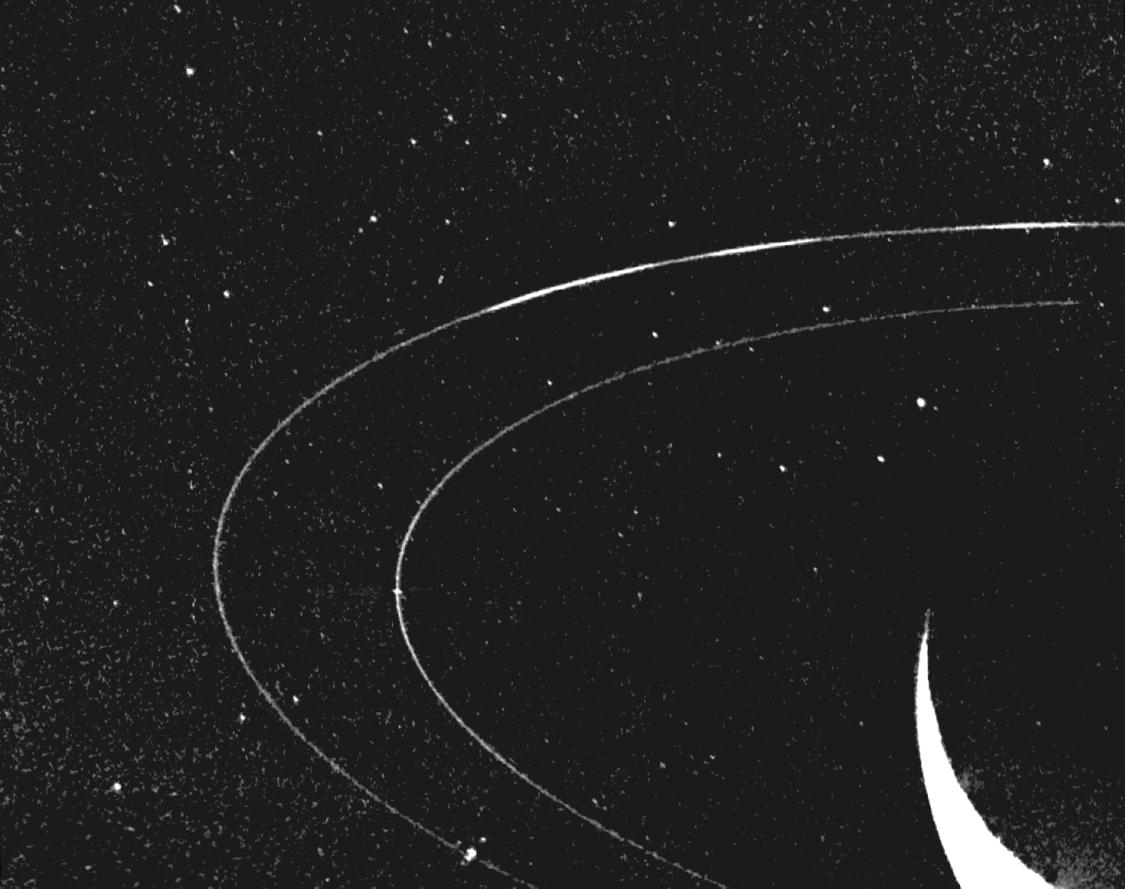
Os arcos do anel Adams: de esquerda a direita, Fraternité, Egalité, Liberté), mais o anel Le Verrier para o interior.

A fração de poeira é de 20%  a 40%; menor que nos outros anéis da sua largura. O satélite Galateia orbita no interior do anel, a 61 953 km de Netuno, e age como um satélite pastor que mantém as partículas do anel numa estreita margem de raio orbital devido a uma ressonância 42:43 entre ele e o anel. A influência gravitacional de Galateia produz 42 ondas radiais no anel Adams de 30 km aproximadamente que foram usadas para inferir a massa de Galateia.

#### Arcos do anel Adams
As partes mais brilhantes do anel Adams, os arcos que nele são contidos, foram os primeiros elementos dos anéis netunianos a serem descobertos. Nestes arcos as partículas que os formam estão mais amalgamadas que no resto do anel. Conhecem-se cinco arcos que ocupam um estreito segmento de comprimento  de 247º até 294º. Em 1986 os arcos ficavam situados do seguinte modo: Fraternité, o anel mais longo e brilhante, desde 247º até 257º; Egalité 1, entre 261º e 264º; Egalité 2, entre 265º e 266º; Liberté, entre 276º e 280º e Courage, o mais fraco e curto, entre 284,5º e 288,5º. As profundidades ópticas normais dos arcos estimam-se na categoria entre 0,03-0,09, obtendo-se 0,034 ± 0,005 para a beira dianteira do arco Liberté, medido numa ocultação estelar. Os largos radiais são aproximadamente os mesmos que os do resto do anel, aproximadamente 30 km. A fração de poeira nos arcos oscila entre 40%  e 70% . Os arcos do anel Adams são semelhantes ao arco presente no anel G de Saturno.
As imagens da Voyager 2 em maior resolução revelaram uma amalgamação pronunciada nos arcos, com uma separação média entre as diferentes massas dentre 0,1º e 0,2º que corresponde com entre 100 e 200 km ao longo do anel. Devido à resolução das imagens das massas, não se conhece se contêm ou não corpos maiores, que são associadas a concentrações de poeira microscópica, como evidencia a sua melhora de brilho quando estão iluminadas por detrás pelo Sol.
Os arcos são estruturas bastante estáveis. Foram detectados desde a Terra por meio de ocultações estelares nos anos 1980, pela Voyager 2 em 1989 e pelo Telescópio espacial Hubble e outros telescópios terrestres entre 1997 e 2005 e permanecem aproximadamente nas mesmas posições de comprimento orbital. Contudo, algumas mudanças foram detectadas. O brilho total dos arcos decresceu desde 1986. O arco Coraje saltou 8º até os 294º, provavelmente devido a que se deslocou na seguinte posição de ressonância estável co-orbital, enquanto o arco Liberté quase desaparecera em 2005. Os arcos Fraternité e Egalité 1 e 2 mostraram variações irregulares nos seus brilhos relativos. A sua dinâmica observada é provavelmente relacionada à troca de poeira entre eles. Courage, um arco muito fraco durante o sobrevoo da Voyager 2, aumentou o seu brilho em 1998 enquanto recentemente tenha voltado para os seus valores habituais. As observações na faixa de luz visível mostram que a quantidade de material total nos arcos permaneceu aproximadamente constante, mas são mais fracos no infravermelho que em observações anteriores.

#### Estabilidade
A existência dos arcos nos anéis Adams continua sem ter explicação, pois a dinâmica orbital indica que o material dos arcos deveria distribuir-se uniformemente ao longo dos anéis em questão de anos. Numerosas teorias foram sugeridas para explicar a estabilidade dos arcos; a mais estendida é a que sustém que o satélite Galateia mantém os arcos mediante uma ressonância de inclinação co-rotacional ou CIR, 42:43. A ressonância cria 84 lugares de estabilidade ao longo da órbita do anel, cada 4º de comprimento, localizando-se os arcos em lugares adjacentes a esses lugares. De qualquer modo, medidas do movimento meio dos anéis realizadas pelo Hubble e o telescópio Keck em 1998 levaram à conclusão de que os anéis não estavam em CIR com Galateia.
Outro modelo proposto para explicar a estabilidade dos arcos baseia-se na ressonância de excentricidade co-rotacional ou CER. O modelo leva em conta a massa finita do anel Adams que é necessária para movimentar a ressonância mais perto do anel. Uma consequência desta teoria é a estimativa da massa do anel Adams de ao redor de um fator de 0,002 da massa de Galateia.
Uma terceira teoria proposta em 1986 requer um satélite adicional orbitando no interior do anel. Assim, os arcos ficariam nos pontos de Lagrange. De todas as formas, a Voyager 2 estabeleceu estritas restrições quanto ao tamanho e a massa de qualquer satélite não descoberto, o que torna esta teoria improvável. Outras explicações mais complicadas mantêm que certo número quando pequenos satélites estão apanhados em órbitas ressonantes com Galateia, servindo tanto de elementos de estabilidade para os arcos como de fontes de material para os mesmos.

## Lista de anéis e arcos mais importantes
| Nome             | Raio (km)       | Largura (km) | Prof. ópt. eq. (km) | Prof. ópt. normal | Fração de poeira (%) | Excentricidade (°) | Inclinação (°)  | Notas                                                                                              |
| ---------------- | --------------- | ------------ | ------------------- | ----------------- | -------------------- | ------------------ | --------------- | -------------------------------------------------------------------------------------------------- |
| Galle (N42)      | 40 900 - 42 900 | 2 000        | 0,15                | ~ 10−4            | 40 - 70              | ?                  | ?               | Débil e largo                                                                                      |
| Le Verrier (N53) | 53 200 ± 20     | 110          | 0,7 ± 0,2           | 6,2 ± 1,5 x 10−3  | 40 - 70              | ?                  | ?               | Estreito                                                                                           |
| Lassell          | 53 200 - 57 200 | 4 000        | 0,4                 | ~ 10−4            | 20 - 40              | ?                  | ?               | O anel Lassell é uma fina e débil lâmina de material que se estende do anel Le Verrier até o Arago |
| Arago            | 57 200          | <100         | ?                   | ?                 | ?                    | ?                  | ?               | O anel Lassell é uma fina e débil lâmina de material que se estende do anel Le Verrier até o Arago |
| Adams (N63)      | 62 932 ± 2      | 15 - 35      | 0,4                 | 0,011 ± 0,003     | 20 - 40              | 4,7 ± 0,2 x 10−4   | 0,0617 ± 0,0043 | Possui cinco arcos brilhantes e é de cor azul                                                      |
| Fraternité       | =               | =            | 0,77 ± 0,13         | 0,03 - 0,09       | 40 - 70              | =                  | =               | Arcos do anel Adams                                                                                |
| Egalité 1        | =               | =            | 0,77 ± 0,13         | 0,03 - 0,09       | 40 - 70              | =                  | =               | Arcos do anel Adams                                                                                |
| Egalité 2        | =               | =            | 0,77 ± 0,13         | 0,03 - 0,09       | 40 - 70              | =                  | =               | Arcos do anel Adams                                                                                |
| Liberté          | =               | =            | 0,77 ± 0,13         | 0,03 - 0,09       | 40 - 70              | =                  | =               | Arcos do anel Adams                                                                                |
| Courage          | =               | =            | 0,77 ± 0,13         | 0,03 - 0,09       | 40 - 70              | =                  | =               | Arcos do anel Adams                                                                                |